# Fernando Molina
Fernando Molina, född 9 april 1938, är en argentinsk friidrottare. Han deltog vid olympiska sommarspelen 1972.